# НЧ/ВЧ
НЧ/ВЧ (Музыкально-художественное любительское объединение «Низкие частоты / высокие частоты») (или иначе Клуб «НЧ/ВЧ», иногда «НЧ-ВЧ») — клуб художников, рок-музыкантов, кинематографистов, театральных актёров и режиссёров и писателей, созданный в Санкт-Петербурге осенью 1986 по инициативе Олега Михайловича Сумарокова (также известного как «Папа ОМ»).
Клуб берёт своё название от хеви-метал группы «НЧ/ВЧ», в которой играл сын Папы ОМа Алексей, а также принимал участие лидер «Автоматических удовлетворителей» Свин.
В разное время клуб располагался по различным адресам:
- 1986—1988 — сквот в проходном дворе между домами по Чайковского, 20 и Каляева, 5.
- 1988—1990 — ул. Каляева, дома 29 и 31.
- c 1990 — «Египетский дом» на Каляева, 23 (с 1991 улица вновь становится Захарьевской).

Клуб официально зарегистрирован Управлением культуры 10 июля 1987. Деятельность клуба продолжалась до середины 90-х, после чего постепенно сошла на нет. Архивы клуба переданы в Российскую национальную библиотеку, а также в Библиотеку ПАиБНИ Арт-центра «Пушкинская, 10».

## Деятельность

### Рок-клуб
На заре существования клуб выступал в качестве пристанища для музыкальных коллективов, не ставших ещё членами ленинградского Рок-клуба. В разные годы здесь выступают «НЧ/ВЧ», «Аукцыон», «Трубный зов», «Время любить», «Луна», «Младшие братья», «Автоматические удовлетворители», «Wine», «Юго-запад», «Выход», «Ноль», Гарик Сукачёв
На базе клуба возник проект Олега Сумарокова «Преображение», в записи которого участвовал Николай Рубанов и другие участники из групп «АукцЫон», «Время любить», «Маньяки» и «Ноль». Единственный альбом проекта вышел в виниле в Продюсерском центре Представительства Евангелическо-лютеранских приходов России Андрея Тропилло.

### Прочая деятельность
В клубе функционировали кино- и фото- студии, галерея и «Музей творческих содружеств», выпускались самиздатские журналы («Свет», «Рок-Революция», «Психоделическая Революция»). В 1990—1991 на базе редакции журнала «Рок-Революция» проходили регулярные литературные чтения, в которых принимали участие поэты и писатели мистического реализма и фэнтези. В одном из чтений[когда?] принимал участие писатель Владимир Сорокин. Одно время[когда?] в клубе жил «Орден Алхимиков» из Прибалтики. Одним из наиболее значимых событий была проведённая в 1988 по инициативе Клуба друзей Маяковского выставка, посвящённая 95-летию со дня рождения Владимира Владимировича Маяковского.
В деятельности клуба участвовали митёк Олег Григорьев, некрореалисты Олег Котельников и Евгений Юфит, художник-нонконформист Борис Кошелохов, основатель Новой Академии Изящных Искусств Тимур Новиков.
Деятельность художников близких к клубу нашла своё отражение в культовом фильме 80-х «Асса»: картины «Новых художников» висят на стенах квартиры Бананана, роль которого исполняет председатель Клуба друзей Маяковского Сергей Бугаев, а в одном из эпизодов в качестве участника группы «Кино» появляется Тимур Новиков, художник, открывший в 1980 галерею «АССА».